# 圣戈当
圣戈当（法語：Saint-Gaudens，法語發音：[sɛ̃godɛ̃ːs]），法国西南部城市，奥克西塔尼大区上加龙省的一个市镇，同时也是该省的一个副省会，下辖圣戈当区，其市镇面积为27.4平方公里，2022年1月1日时人口数量为11,869人，在法国城市中排名第853位。
圣戈当位于上加龙省西南部，加龙河畔，是一个区域性的中心城市，图卢兹－巴约讷铁路和A64高速公路由此通过，因造纸工业而闻名。

## 地名来源
“圣戈当”一名来源于基督教宗教人物戈丹斯（Gaudens），后者于公元475年被西哥特部落斩首。
法国大革命时期，圣戈当曾被共和派更名为。

## 历史

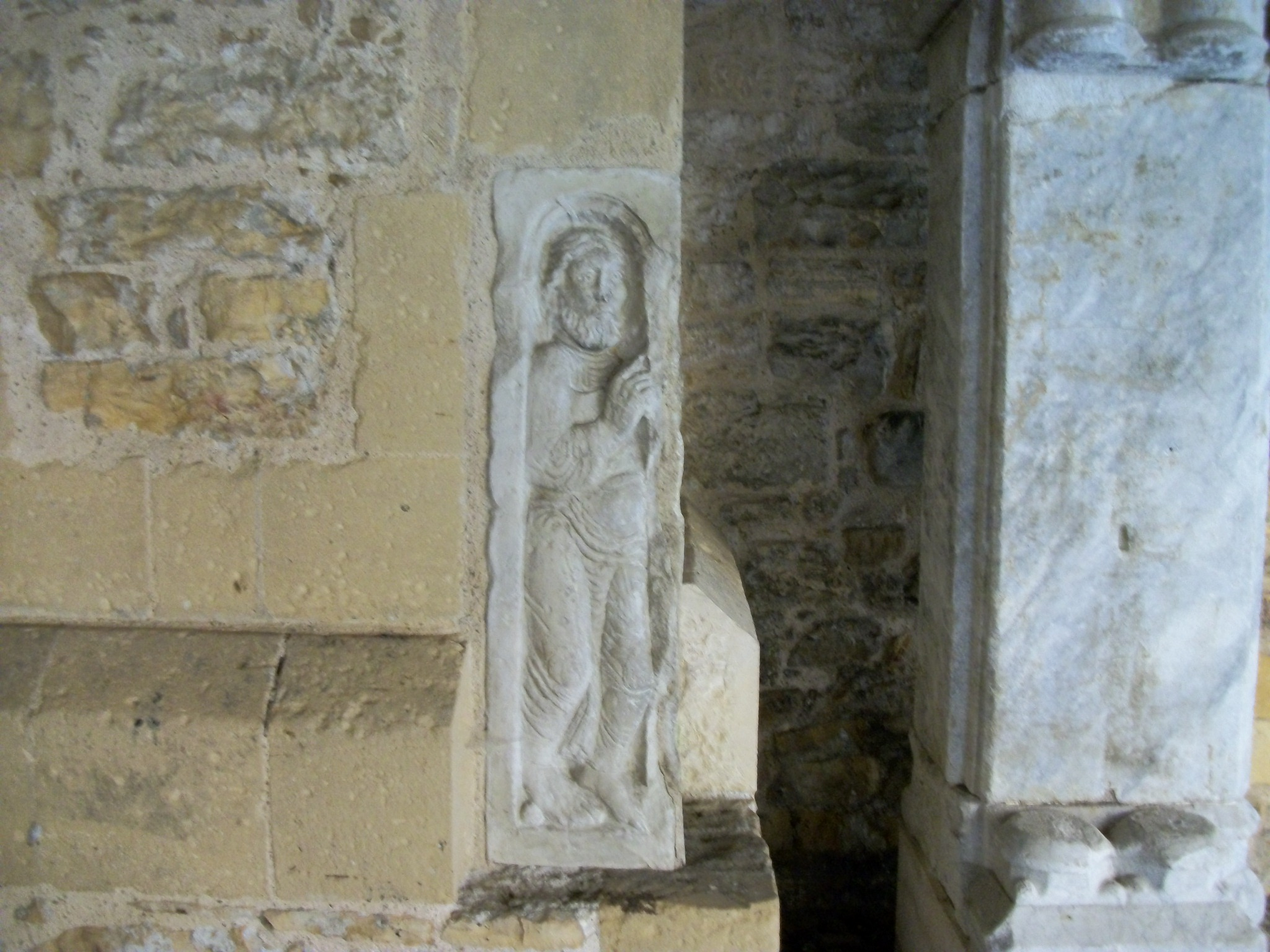
圣戈当-圣皮埃尔教堂内的雕像

圣戈当早在高卢-罗马时期就已成为村落，被称为，连接图卢兹和达克斯的罗马大道连接本地。中世纪初，圣戈当出现了教堂和修道院，戈丹斯的圣髑被保存于圣皮埃尔教堂内。公元11世纪，圣戈当成为一个堂区，当地的教堂按照图卢兹圣塞宁圣殿的风格进行了修建。中世纪中期，圣戈当成为科曼日伯国的领土，贝尔纳四世于1202年为圣戈当颁布了市镇宪章。13世纪后，得益于加龙河航运，圣戈当逐渐发展成为一个商业集镇，教宗克勉五世曾于1309年1月13日访问此地。中世纪末，受到宗教战争的影响，当地的人口数量下降，经济受到破坏。1569年，新教徒占领了圣戈当。1642年，当地出现了天主教讲坛，后于法国大革命期间关闭，大多数记录也被销毁。19世纪中后期，随着图卢兹－巴约讷铁路的建成，当地出现了一些工业部门，人口数量得到增加。普法战争后，多个来自沦陷区的军队驻扎于此。

## 地理

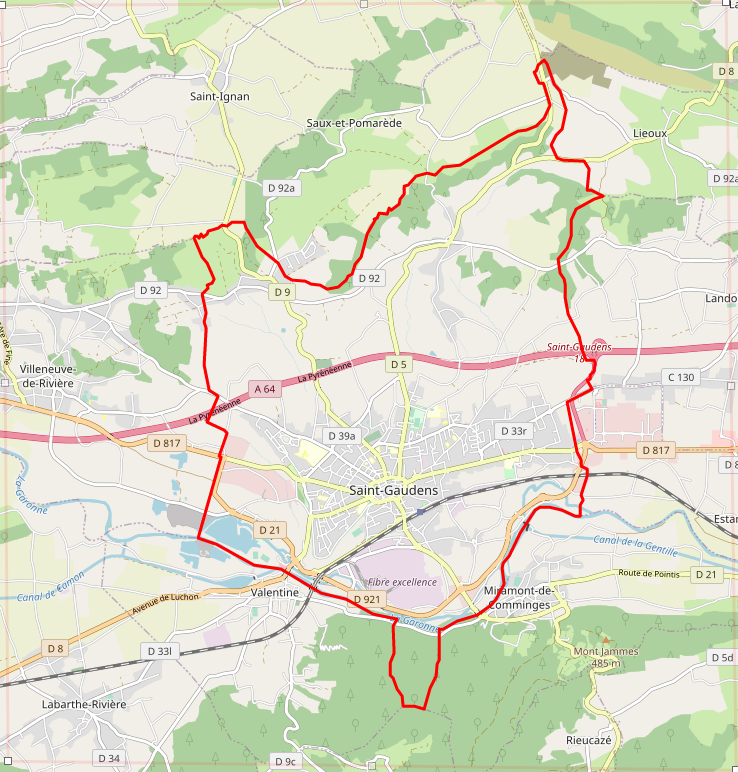
圣戈当市镇范围

圣戈当位于法国西南部，奥克西塔尼大区西南部和上加龙省西南部，距离省会图卢兹大约96公里。与圣戈当接壤的市镇包括：阿斯普雷-萨拉、埃斯唐卡尔邦、朗多尔特、列乌、科曼日地区米拉蒙、索和波马雷德、瓦朗蒂讷、里维耶尔新城。

### 地形
圣戈当位于加龙河上游河谷之中，地势自北向南逐渐抬升，全境海拔在338到558米之间。

### 水文
加龙河自西向东流经境内，是法国五大河流之一。市区西南侧有塞德湖（Lac de Sède），为加龙河故道形成的天然湖泊。

### 植被
圣戈当属于温带落叶林区，市区内的主要林地分布于加龙河右岸的山地上。

### 气候
圣戈当在柯本气候分类法中属于带有地中海特征的温带海洋性气候，因其地处比利牛斯山背风坡，有时受到焚风影响，气温高于同纬度地区。
距离圣戈当最近的气象站位于拉巴特里维耶尔，以下为该气象站的数据（其中日照数据取自塔布）：
| 拉巴特里维耶尔1981年－2019年 | 拉巴特里维耶尔1981年－2019年 | 拉巴特里维耶尔1981年－2019年 | 拉巴特里维耶尔1981年－2019年 | 拉巴特里维耶尔1981年－2019年 | 拉巴特里维耶尔1981年－2019年 | 拉巴特里维耶尔1981年－2019年 | 拉巴特里维耶尔1981年－2019年 | 拉巴特里维耶尔1981年－2019年 | 拉巴特里维耶尔1981年－2019年 | 拉巴特里维耶尔1981年－2019年 | 拉巴特里维耶尔1981年－2019年 | 拉巴特里维耶尔1981年－2019年 | 拉巴特里维耶尔1981年－2019年 |
| 月份                         | 1月                          | 2月                          | 3月                          | 4月                          | 5月                          | 6月                          | 7月                          | 8月                          | 9月                          | 10月                         | 11月                         | 12月                         | 全年                         |
| ---------------------------- | ---------------------------- | ---------------------------- | ---------------------------- | ---------------------------- | ---------------------------- | ---------------------------- | ---------------------------- | ---------------------------- | ---------------------------- | ---------------------------- | ---------------------------- | ---------------------------- | ---------------------------- |
| 历史最高温 °C（°F）          | 20 (68)                      | 24 (75)                      | 27 (81)                      | 26.5 (79.7)                  | 31.5 (88.7)                  | 36 (97)                      | 40 (104)                     | 38 (100)                     | 36 (97)                      | 29.5 (85.1)                  | 24 (75)                      | 25.5 (77.9)                  | 40 (104)                     |
| 平均高温 °C（°F）            | 9.5 (49.1)                   | 11.1 (52.0)                  | 13.9 (57.0)                  | 15.7 (60.3)                  | 19.9 (67.8)                  | 22.9 (73.2)                  | 25.9 (78.6)                  | 26.1 (79.0)                  | 23.2 (73.8)                  | 18.5 (65.3)                  | 13.3 (55.9)                  | 10.4 (50.7)                  | 17.5 (63.5)                  |
| 日均气温 °C（°F）            | 4.1 (39.4)                   | 5.4 (41.7)                   | 7.9 (46.2)                   | 9.7 (49.5)                   | 14 (57)                      | 17.2 (63.0)                  | 19.7 (67.5)                  | 19.9 (67.8)                  | 16.7 (62.1)                  | 12.4 (54.3)                  | 7.6 (45.7)                   | 5 (41)                       | 11.6 (52.9)                  |
| 平均低温 °C（°F）            | −1.3 (29.7)                  | −0.2 (31.6)                  | 1.8 (35.2)                   | 3.7 (38.7)                   | 8.1 (46.6)                   | 11.5 (52.7)                  | 13.5 (56.3)                  | 13.6 (56.5)                  | 10.1 (50.2)                  | 6.3 (43.3)                   | 1.9 (35.4)                   | −0.3 (31.5)                  | 5.7 (42.3)                   |
| 历史最低温 °C（°F）          | −19 (−2)                     | −10 (14)                     | −7.5 (18.5)                  | −3.5 (25.7)                  | −0.5 (31.1)                  | 3 (37)                       | 6 (43)                       | 5 (41)                       | 1 (34)                       | −3.5 (25.7)                  | −10.5 (13.1)                 | −11 (12)                     | −19 (−2)                     |
| 平均降水量 mm（）            | 63.5 (2.50)                  | 45.1 (1.78)                  | 55.6 (2.19)                  | 81.4 (3.20)                  | 84.2 (3.31)                  | 60.9 (2.40)                  | 52.2 (2.06)                  | 56.5 (2.22)                  | 60.3 (2.37)                  | 59 (2.3)                     | 65.5 (2.58)                  | 61.7 (2.43)                  | 745.9 (29.37)                |
| 月均日照時數                 | 118.3                        | 129.2                        | 169.2                        | 170.2                        | 189.1                        | 197.9                        | 204.9                        | 206.0                        | 189.8                        | 150.6                        | 117.5                        | 108.7                        | 1,951.2                      |
| 来源：infoclimat.fr          |                              |                              |                              |                              |                              |                              |                              |                              |                              |                              |                              |                              |                              |

## 行政区划
圣戈当是法国奥克西塔尼大区上加龙省的一个市镇，编号为31483，它也是上加龙省的一个副省会。圣戈当下辖圣戈当区，管理圣戈当县，同时也是科曼日山岭和腹地市镇公共社区的办公驻地。
法国国家统计与经济研究所（简称）在进行数据统计时，将圣戈当及相邻的另外6个市镇设为圣戈当城市核心区，并将包括核心区在内的周边共40个市镇划为圣戈当城市区。同时，还将圣戈当市镇分为了6个“块区”（IRIS），以便于统计人口分布情况。

## 交通

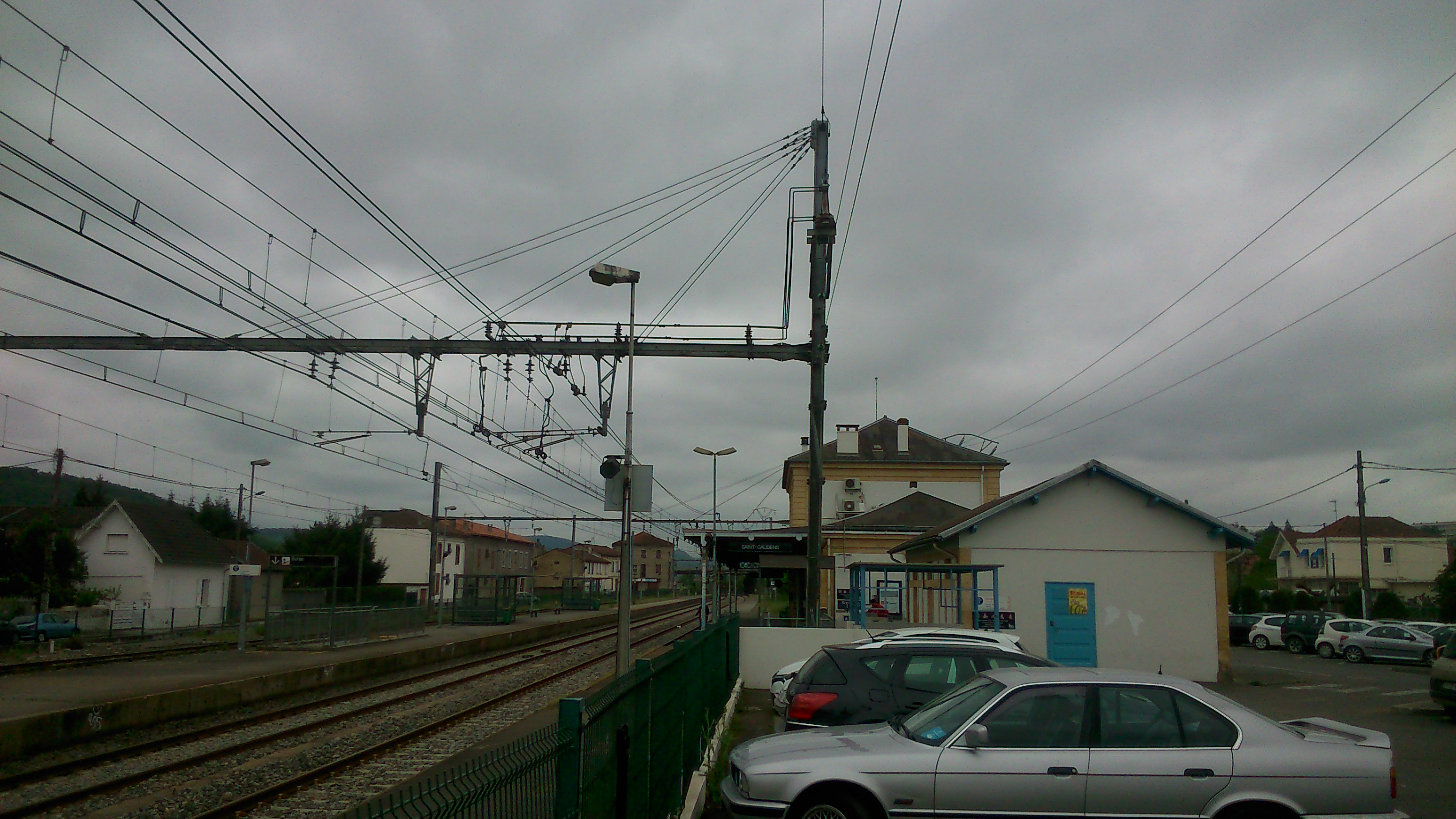
圣戈当火车站

### 公路
法国A64号高速公路经过境内北部，通过18号出入口连接市区，此外多条上加龙省省道在圣戈当境内交汇，上加龙省城际客运提供多条班车线路，可前往周边部分市镇，其中394号线可直达巴涅尔德吕雄。
| 圣戈当前往周边主要城市的公路里程（km） | 圣戈当前往周边主要城市的公路里程（km） | 圣戈当前往周边主要城市的公路里程（km） |
| -------------------------------------- | -------------------------------------- | -------------------------------------- |
|                                        | 欧什 76                                | 图卢兹 94                              |
| 塔布 65                                | 圣戈当                                 |                                        |
|                                        | 西班牙边界 42                          | 富瓦 86                                |

2017年，63.8%的圣戈当家庭拥有至少一辆的私人汽车。2018年，圣戈当境内共发生各类交通事故28起，造成2人遇难，31人受伤。

### 铁路
圣戈当位于图卢兹－巴约讷铁路上，该铁路已于20世纪30年代完成了全线的电气化改造。圣戈当站位于市区中南部，老城区以南，该站每天停靠1至2班往返于图卢兹和巴约讷之间的城际列车，此外还停靠多趟往返于图卢兹和波城之间区域列车。

### 航空
距离圣戈当最近的民用航空站为图卢兹-布拉尼亚克机场，距离圣戈当市中心的公路里程约97公里。

### 城市公共交通
圣戈当城市公共交通（商业名称为）是当地的城市公共交通系统，截至2020年9月，该系统共包括7条公交线路，路网覆盖了圣戈当境内主要的街道及居民区。

## 政治

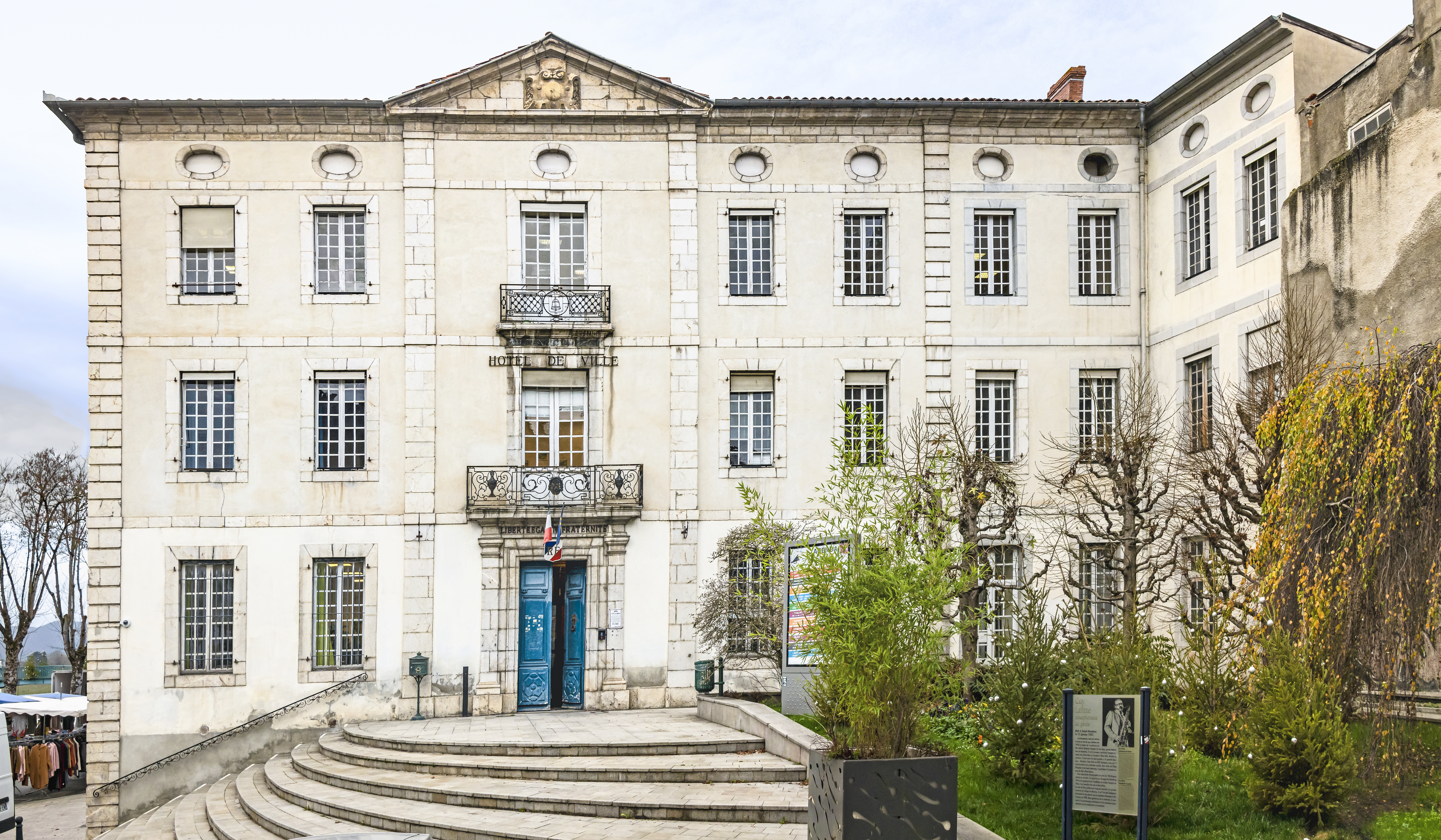
圣戈当市政厅

圣戈当的现任市长为让-伊夫·迪克洛先生（Jean-Yves Duclos），他是一名左翼无党派人士，在2020年的市政选举中获得了70.45%的支持率。
在2017年的法国总统大选中，法国第25任总统埃马纽埃尔·马克龙在圣戈当获得了63.21%的支持率。
| 圣戈当历届市长 |                           |                                                     |
| 任期           | 市长                      | 党派                                                |
| 1944年－1947年 | 皮埃尔·奥莱               | 不详                                                |
| 1947年－1974年 | 阿尔芒·德·贝特朗·皮布拉克 | RPF法国人民联盟 →UNR新共和国联盟 →UDR共和国保卫联盟 |
| 1974年－1989年 | 雅克·费尔茹               | RPR保衛共和聯盟                                     |
| 1989年－2001年 | 皮埃尔·奥尔泰             | PS社会党                                            |
| 2001年－2008年 | 菲利普·佩罗               | UMP人民运动联盟                                     |
| 2008年－2014年 | 让-雷蒙·莱皮奈            | PS社会党                                            |
| 2014年－       | 让-伊夫·迪克洛            | DVG左翼无党派人士                                   |

## 人口
2017年，圣戈当市镇人口数量为11,517，在法国排名第853位。其中男性5,160人，女性6,357人，75岁及以上人口占14.7%，外籍人口数量为2,870人，人口密度为421人/平方公里，当地居民被称为（男性）或（女性）。2018年，圣戈当境内出生127人，死亡人口201人。
| 年份   | 1936  | 1946  | 1954  | 1962   | 1968   | 1975   | 1982   | 1990   | 1999   | 2006   | 2011   | 2016   | 2017   |
| ------ | ----- | ----- | ----- | ------ | ------ | ------ | ------ | ------ | ------ | ------ | ------ | ------ | ------ |
| 人口數 | 6,385 | 7,944 | 8,023 | 10,581 | 11,682 | 12,148 | 11,644 | 11,266 | 10,845 | 11,000 | 11,191 | 11,431 | 11,517 |

## 经济
圣戈当是一个区域性的中心城市，当地共有各类用人单位2,002家，其中99.07%为中小型企业，平均历史为18年，行政、纺织工业、医疗及社会服务是当地的主要就业岗位类型。

## 财政收入
2018年，圣戈当的财政收入总额为16,597,800欧元，财政支出总额为15,336,800欧元，当年的债务总额为30,716,600欧元。
2014年，圣戈当的人均收入总额为2,446欧元，其中高职人员为4,184欧元，普通职员为1,743欧元。
2017年，圣戈当境内的青壮年（15至64岁）失业率为21.1%，当地33.9%的家庭拥有纳税资格。

## 社会事务

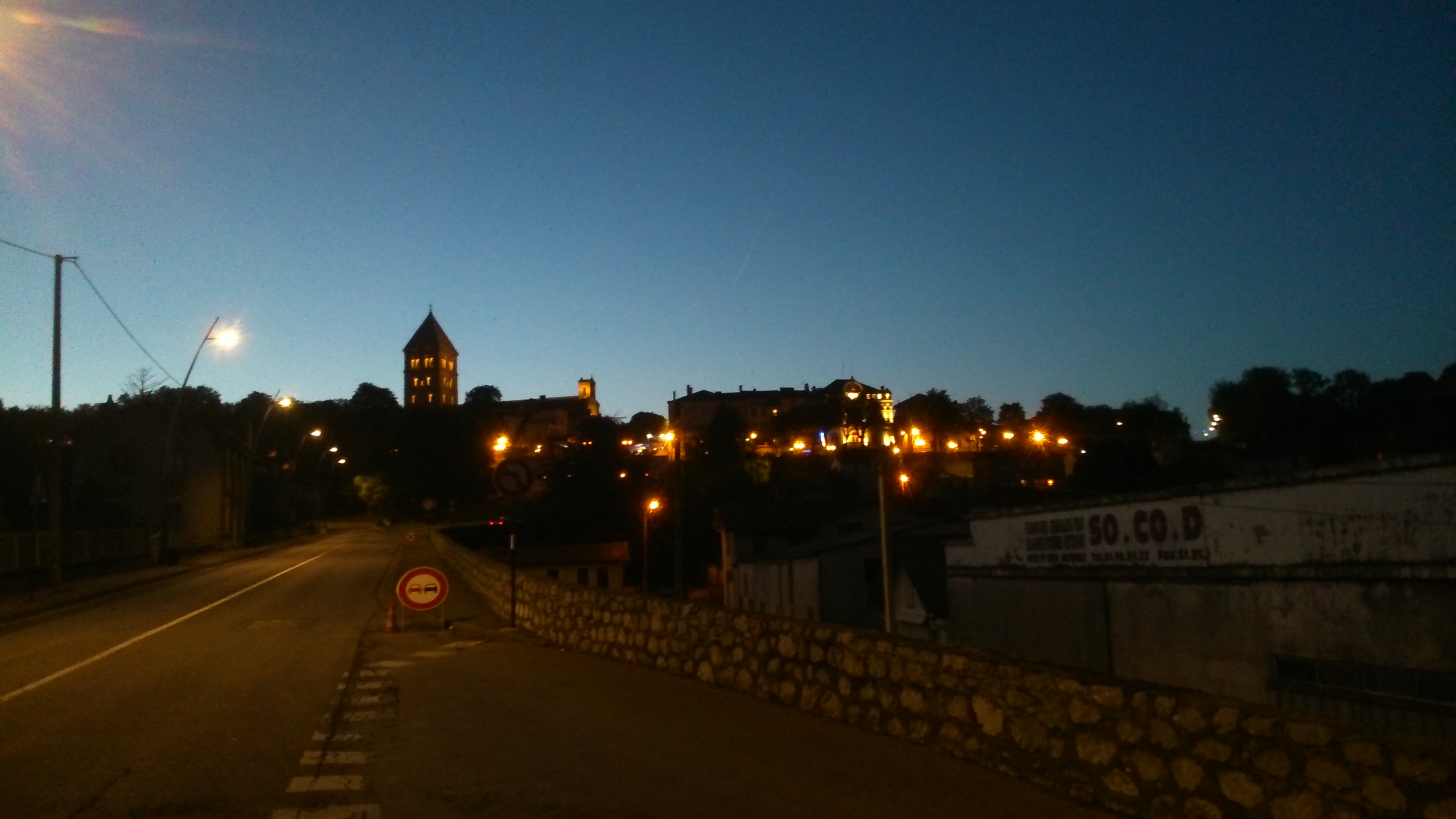
圣戈当夜景

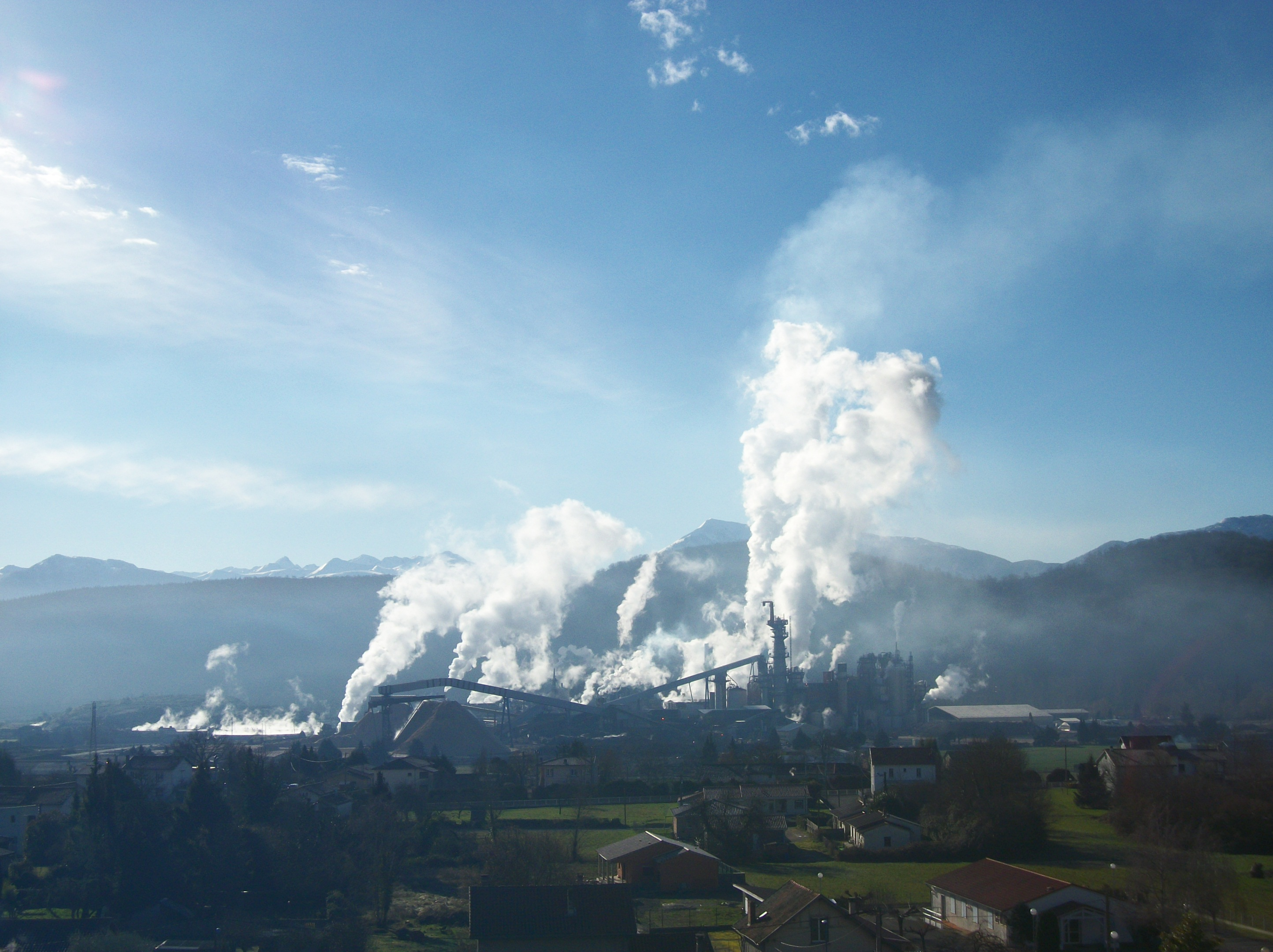
圣戈当附近的一家纺织厂

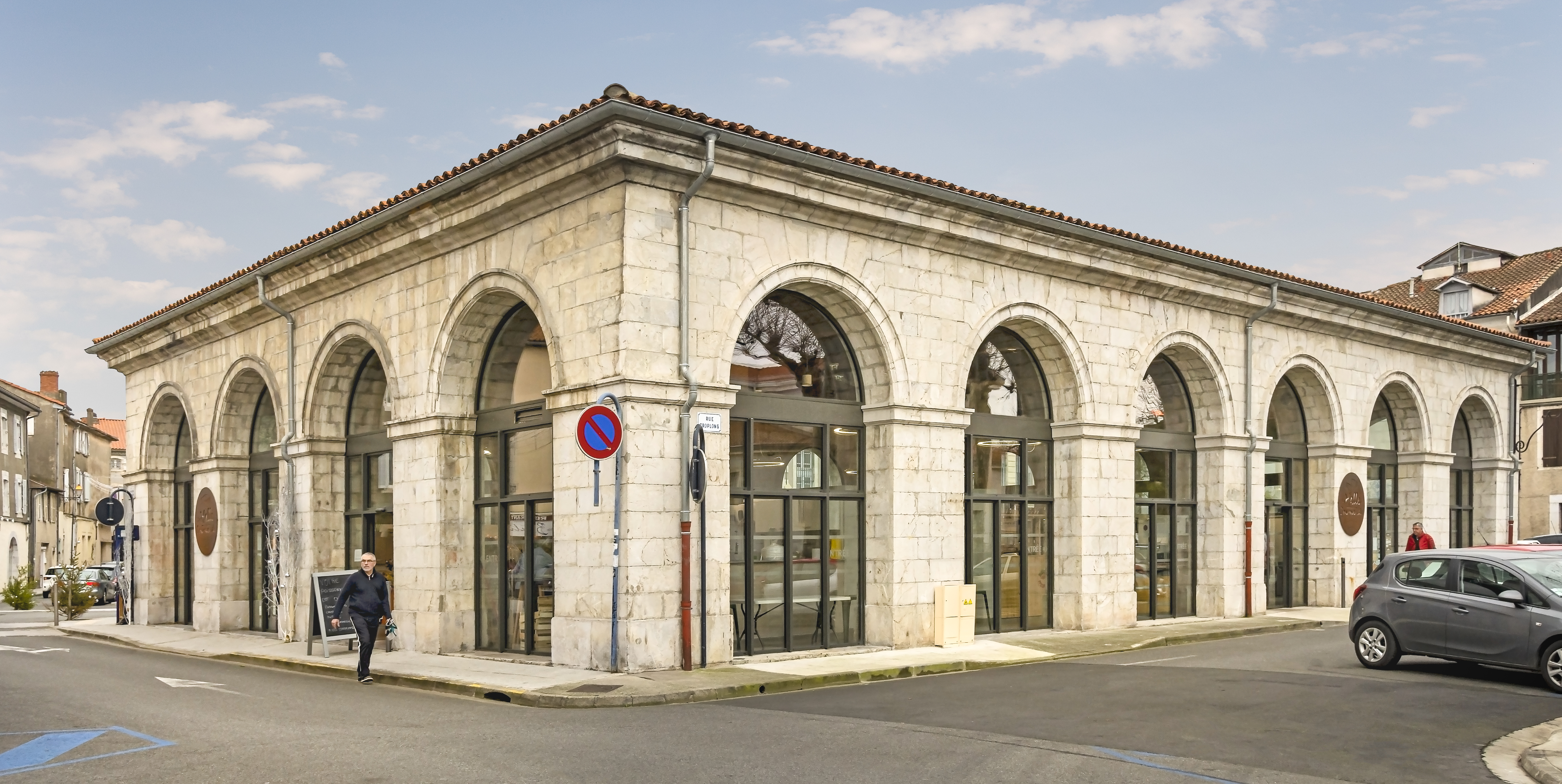
圣戈当集市

### 教育
圣戈当属于图卢兹学区。截止2019年1月1日，圣戈当境内共有4所幼儿园、5所小学、3所初级中学、2所普通高中、1所农业高中和1所职业高中。2018至2019学年度，圣戈当境内共有在校中小学生2,347名。

### 医疗
截止2019年1月1日，圣戈当境内共有全科医生18名、保健师22名、牙医23名、护士38名、耳科医生2名、眼科医生2名、皮肤科医生1名、助产士3名和妇科医生3名。境内共有药房7家、养老院3家。
圣戈当中心医院，全名为“科曼日-比利牛斯中心医院”（Centre hospitalier Comminges Pyrénées），是法国的一个区域性医疗系统，其主病区位于圣戈当市区，设有床位242个，是当地规模最大的公立综合性医院。

### 住房
2017年，圣戈当境内共有各类住房7,095套，其中80.8%为常住房屋。集中式居民区少量分布在市区西部。

### 商业
2018年，圣戈当境内共有各类商铺992家，其中餐饮服务类434家。市区北部建有大型开放式商业街区。

### 体育
2019年，圣戈当境内共有1家游泳池、4间健身房、1座综合体育场、7处网球场、3处马术场、3处足球或橄榄球场以及3处篮球或排球场。
圣戈当因联盟式橄榄球而闻名，圣戈当联盟式橄榄球俱乐部成立于1958年，外号“熊群”（Ours），是当地的一支职业橄榄球队，2020至2021赛季参加法国联盟式橄榄球冠军联赛，历史上获得过该项目4次冠军和8次亚军，其主场朱尔·里贝球场可同时容纳超过四千名观众，是当地主要的体育设施。
科曼人圣戈当足球俱乐部（Comminges Saint-Gaudens Foot）是当地的一支足球队，成立于1914年，2020至2021赛季参加奥克西塔尼大区足球联赛。

### 环境
圣戈当的环境事务由其所属的公共社区负责。2018年，圣戈当境内共有2家污染企业。

### 治安
2014年，圣戈当及附近地区共发生各类案件995起，其中盗窃类案件628起，经济类案件83起，毒品交易类案件59起。

## 文化
2019年，圣戈当境内共有1家剧场、1家电影院和1家博物馆。圣戈当市政府提供多媒体中心，向公众全年开放。

### 建筑
圣戈当境内有多处法国国家文物保护单位，其中圣伯多禄-圣戈当教堂、博讷丰修道院等为当地的代表性建筑物。

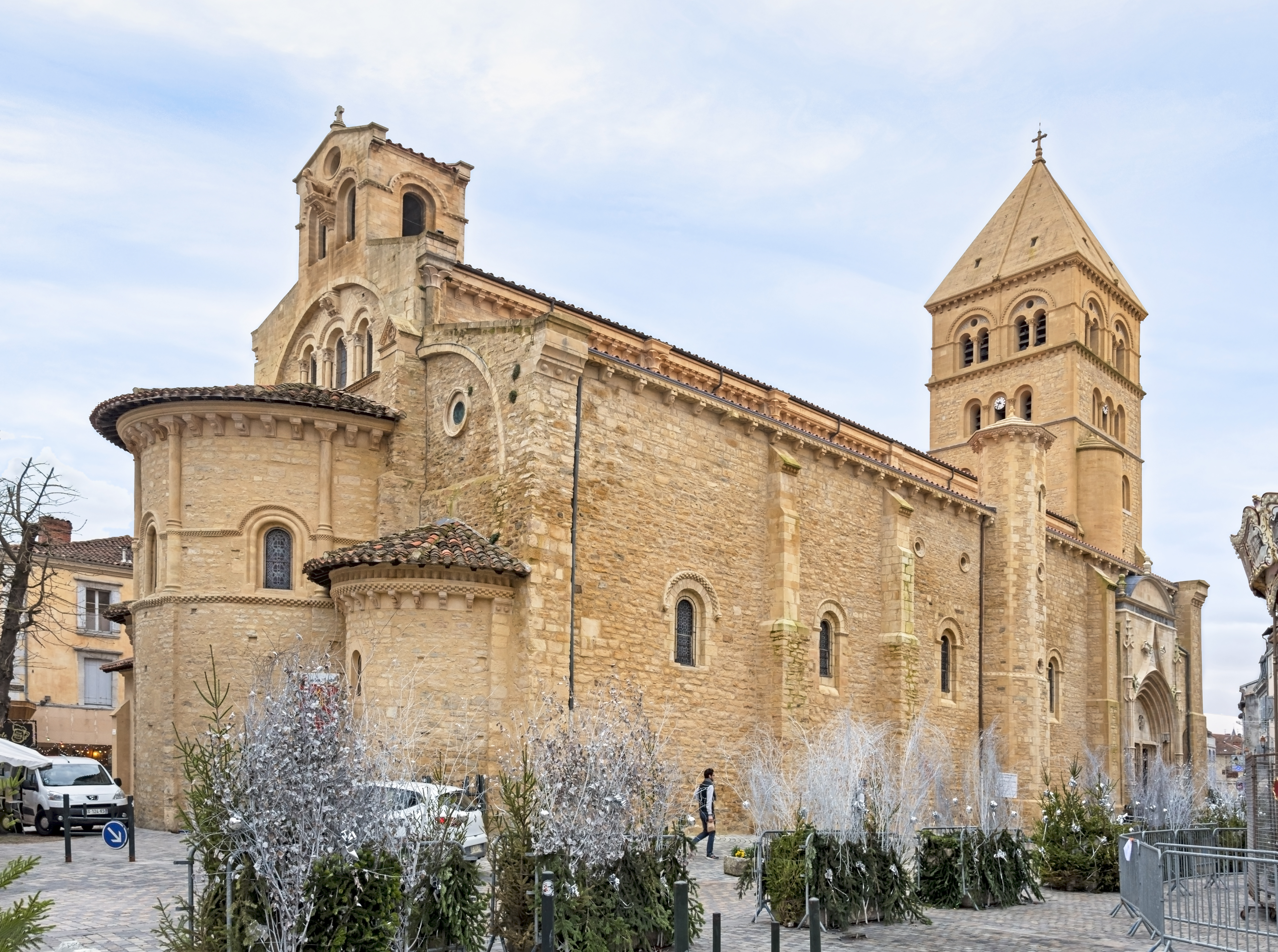
圣戈当-圣皮埃尔教堂（法语：Collégiale Saint-Pierre et Saint-Gaudens）
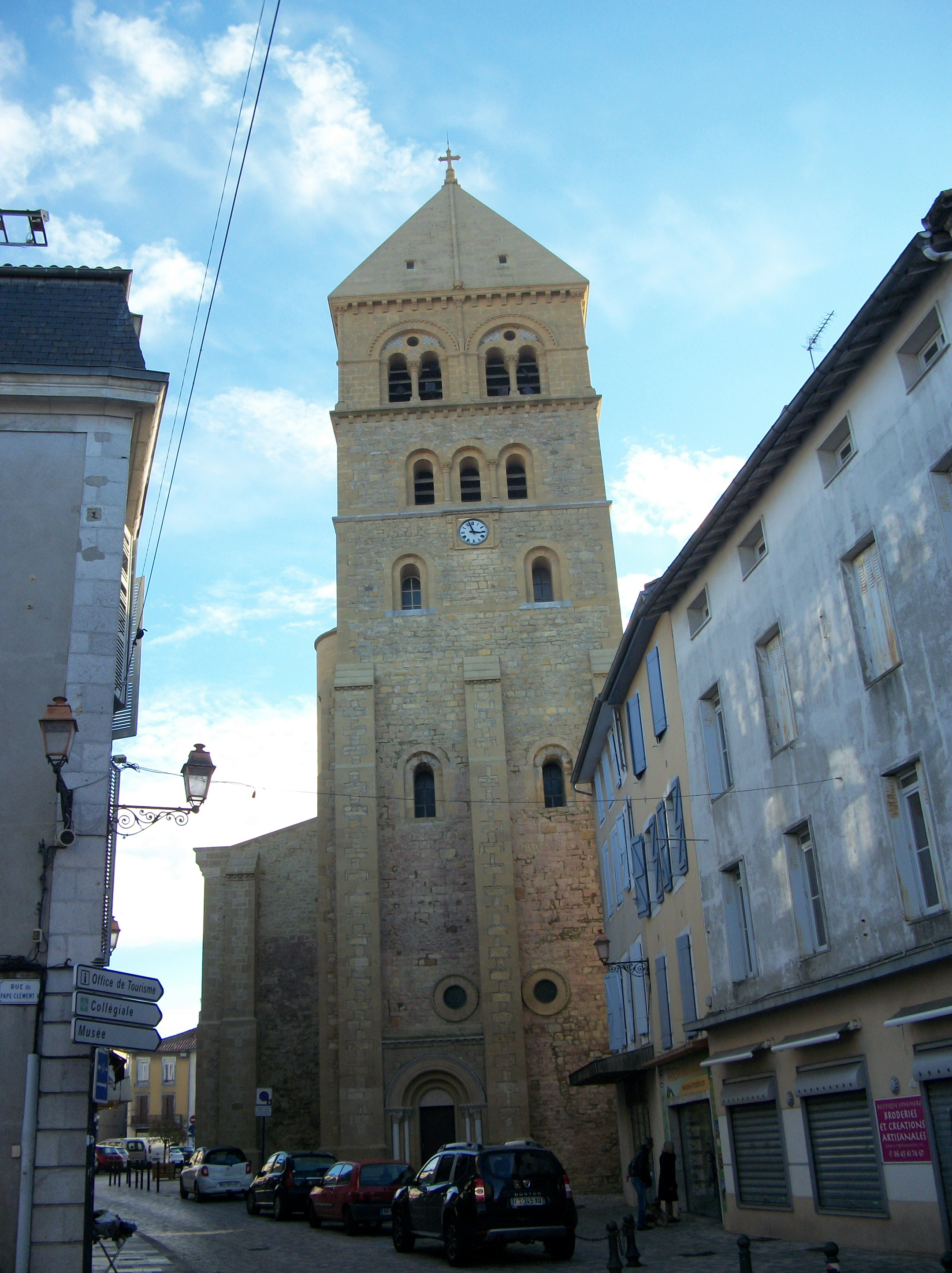
教堂钟楼
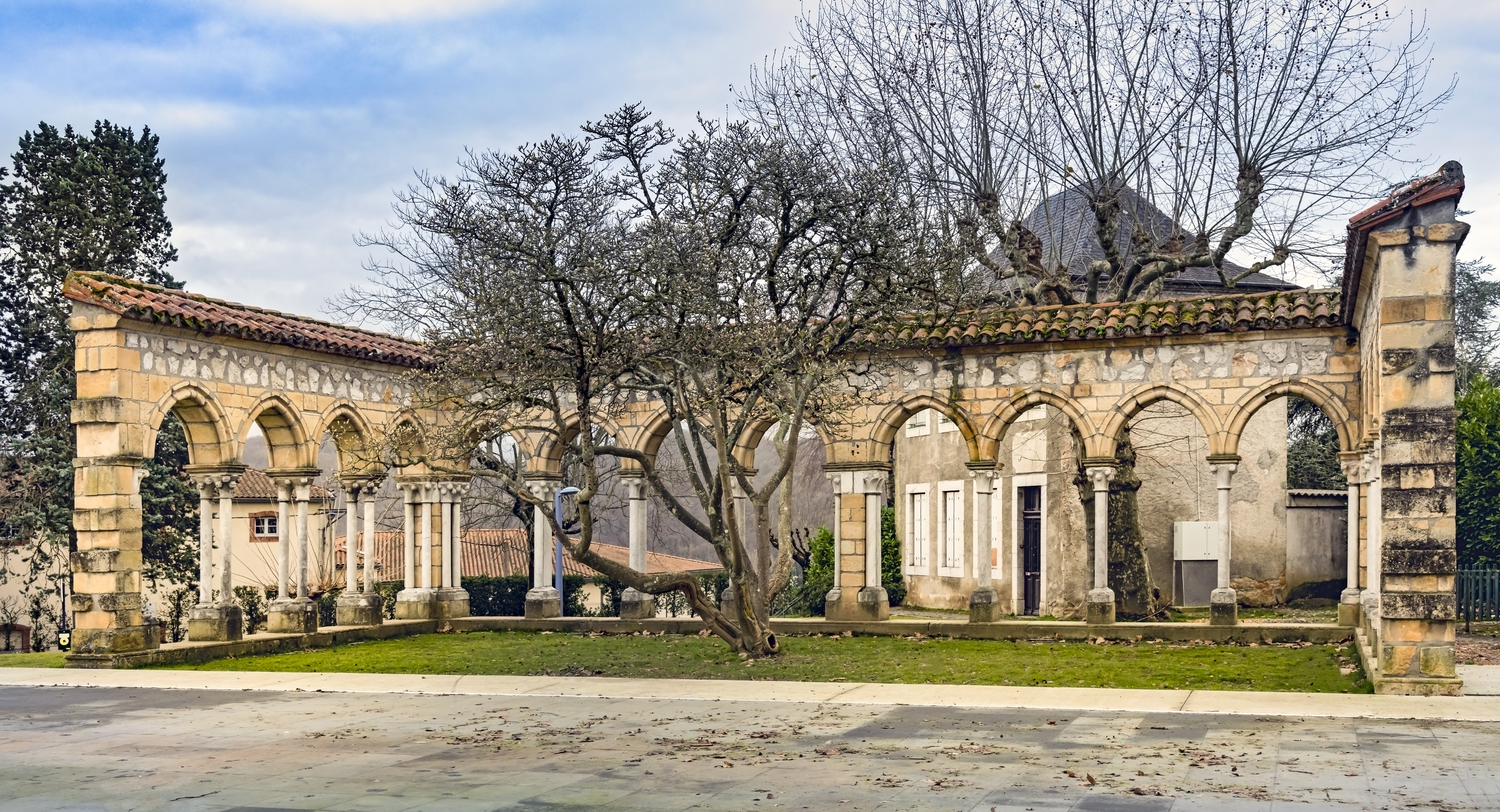
博讷丰修道院（法语：Abbaye de Bonnefont）的庭院
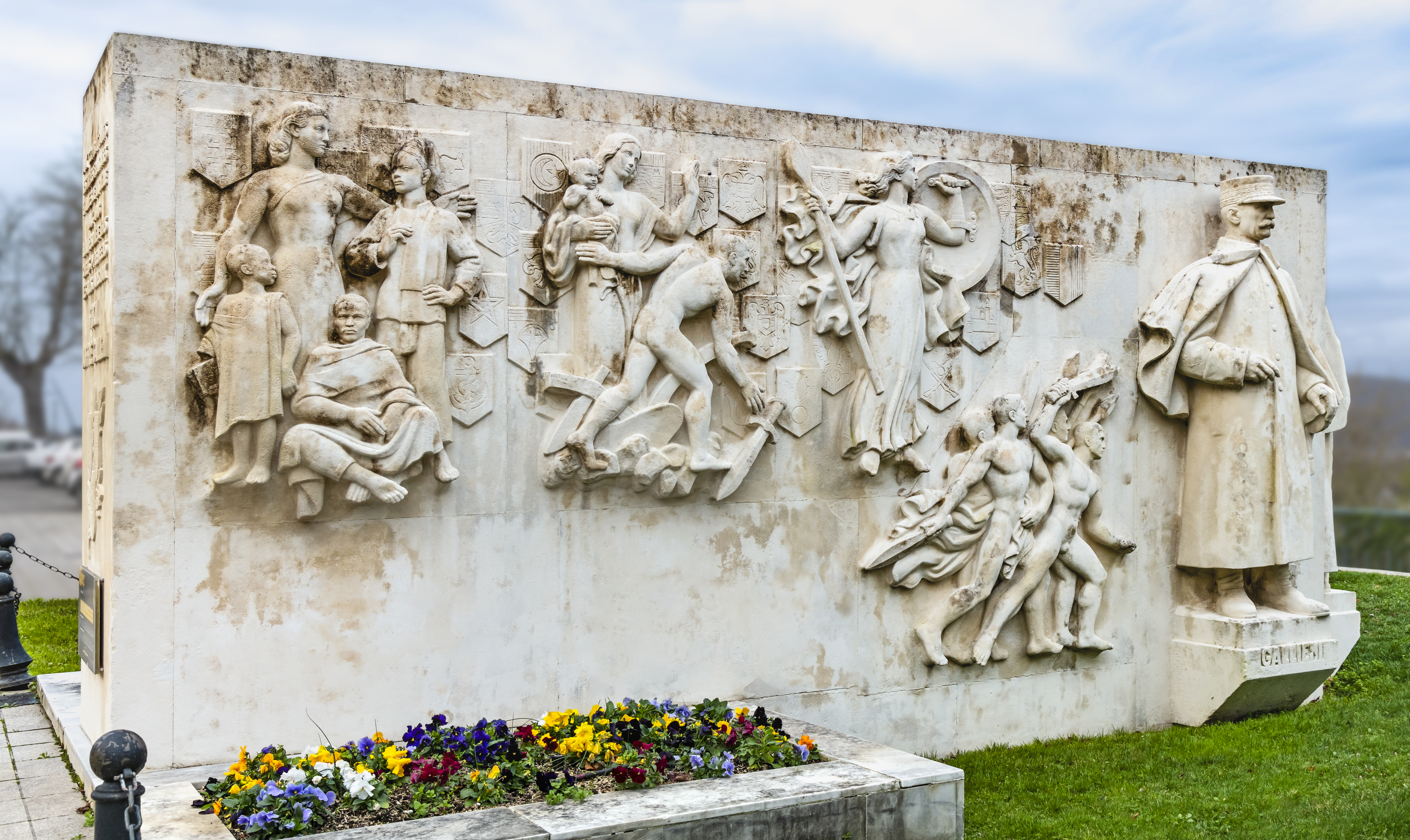
三元帅石刻（法语：Monument des trois Maréchaux）
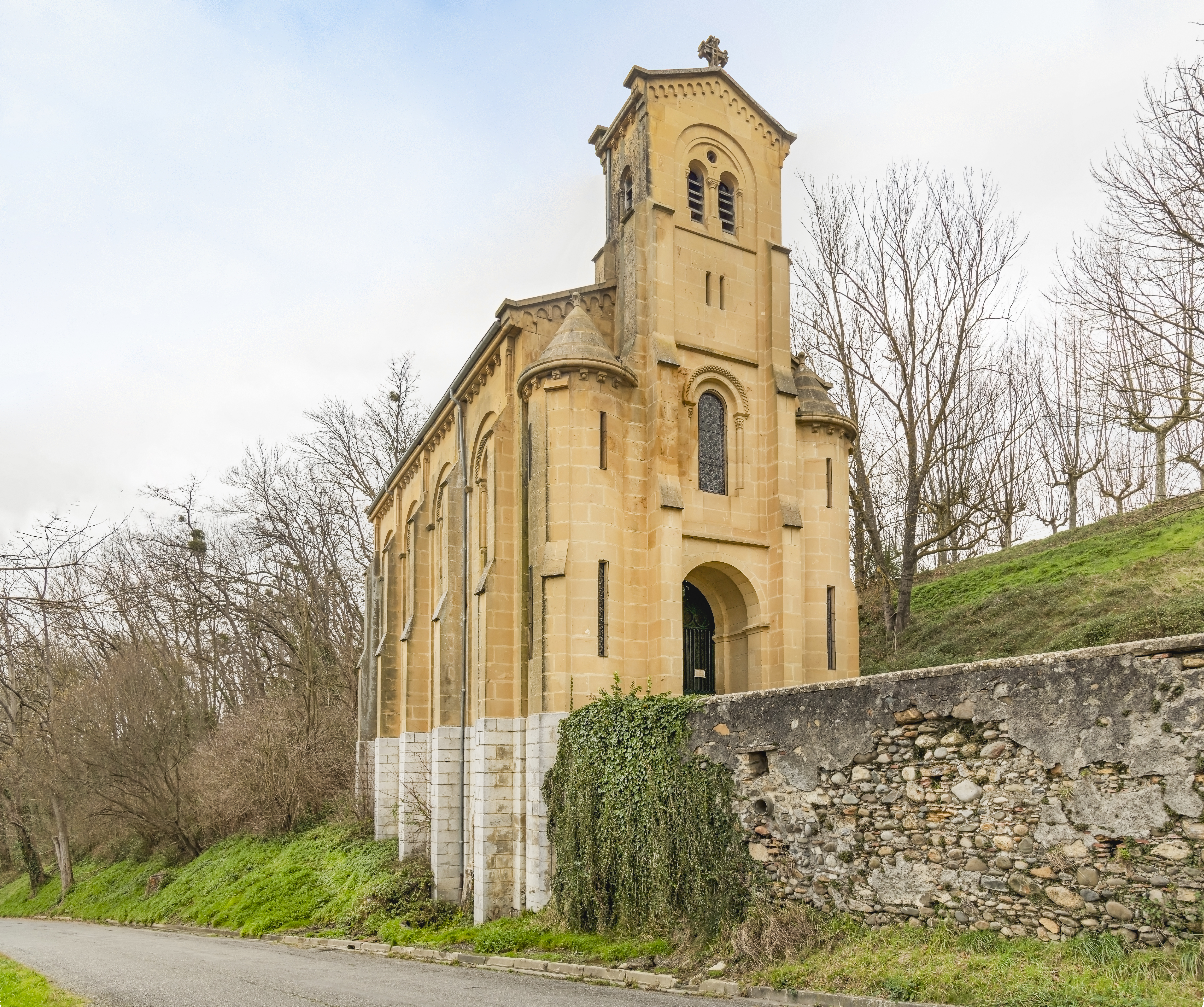
卡乌小教堂

### 旅游
圣戈当的旅游事务由其所属的公共社区负责。2020年，圣戈当境内共有4家宾馆共计96间房间。

### 媒体
法国主要的媒体均可在圣戈当接收，法国电视三台下属的奥克西塔尼大区频道在部分时段播出圣戈当所属区域的地方新闻。

### 活动
圣戈当自1975年起每年举办科曼日国际音乐节。

## 相关人物
法国橄榄球运动员威廉·塞尔瓦出生于圣戈当。

## 友好城市
截至2020年9月，圣戈当共与三座城市互为友好城市关系：
- 法國 阿夫朗什
- 西班牙 巴尔瓦斯特罗
- 西班牙 别利亚-米查兰